# Suracon
Suracon wird der Sturm in den Berghöhen von Bolivien genannt, der Eisregen mit sich führen kann und somit zu extrem gefährlichen Wegverhältnissen auf den Höhenstraßen führt.
Siehe auch: Winde und Windsysteme.